# Universidade George Washington
A Universidade George Washington (inglês: George Washington University) é uma universidade privada de pesquisa, fundada pelo Congresso dos Estados Unidos em 1821 e uma das líderes mundiais em educação e pesquisa. Localizada em Washington, D.C., nos Estados Unidos, seu campus principal encontra-se a cerca de quatro quarteirões da Casa Branca e ocupa uma área de 17 hectares, sendo rodeada pelas sedes do Banco Mundial, Fundo Monetário Internacional (FMI), Organização dos Estados Americanos (OEA), Cruz Vermelha além de diversos departamentos federais dos Estados Unidos, embaixadas e think tanks.
Com orçamento superior a 1 bilhão de dólares em 2007, a universidade é uma das instituições de ensino que mais recebem doações no mundo e mais investem em pesquisa e desenvolvimento, segundo o ranking da U.S. News & World Report. Encontra-se ainda entre as dez universidades mais ativas politicamente, que possuem maior consciência social e as instalações mais modernas, segundo o ranking da The Princeton Review.
A universidade possui 24 531 estudantes provenientes de mais de 140 países, sendo 10 813 estudantes nos cursos de graduação e 13 718 em pós-graduação (Mestrado e Doutorado) além de 2 062 professores divididos em suas nove escolas.
A universidade foi berço de formação acadêmica de figuras ilustres da sociedade e cultura mundiais, como os políticos estadunidenses John F. Kennedy, George H. W. Bush, Ronald Reagan, Harry Truman, Colin Powell, J. Edgar Hoover, Jacqueline Bouvier Kennedy e Hillary Clinton; o líder relgioso Richard G. Scott (Apóstolo de A Igreja de Jesus Cristo dos Santos dos Últimos Dias); os atores Alec Baldwin e Courtney Cox e o inventor da bomba de hidrogênio Edward Teller. Além destes, diversas figuras políticas estrangeiras estudaram na universidade, tais como: o primeiro-ministro israelense Yitzhak Rabin, Maomé V de Marrocos, o Xá Mohammad Reza e o presidente do Iraque Ghazi Mashal Ajil al-Yawer. 

## Campus

### Foggy Bottom

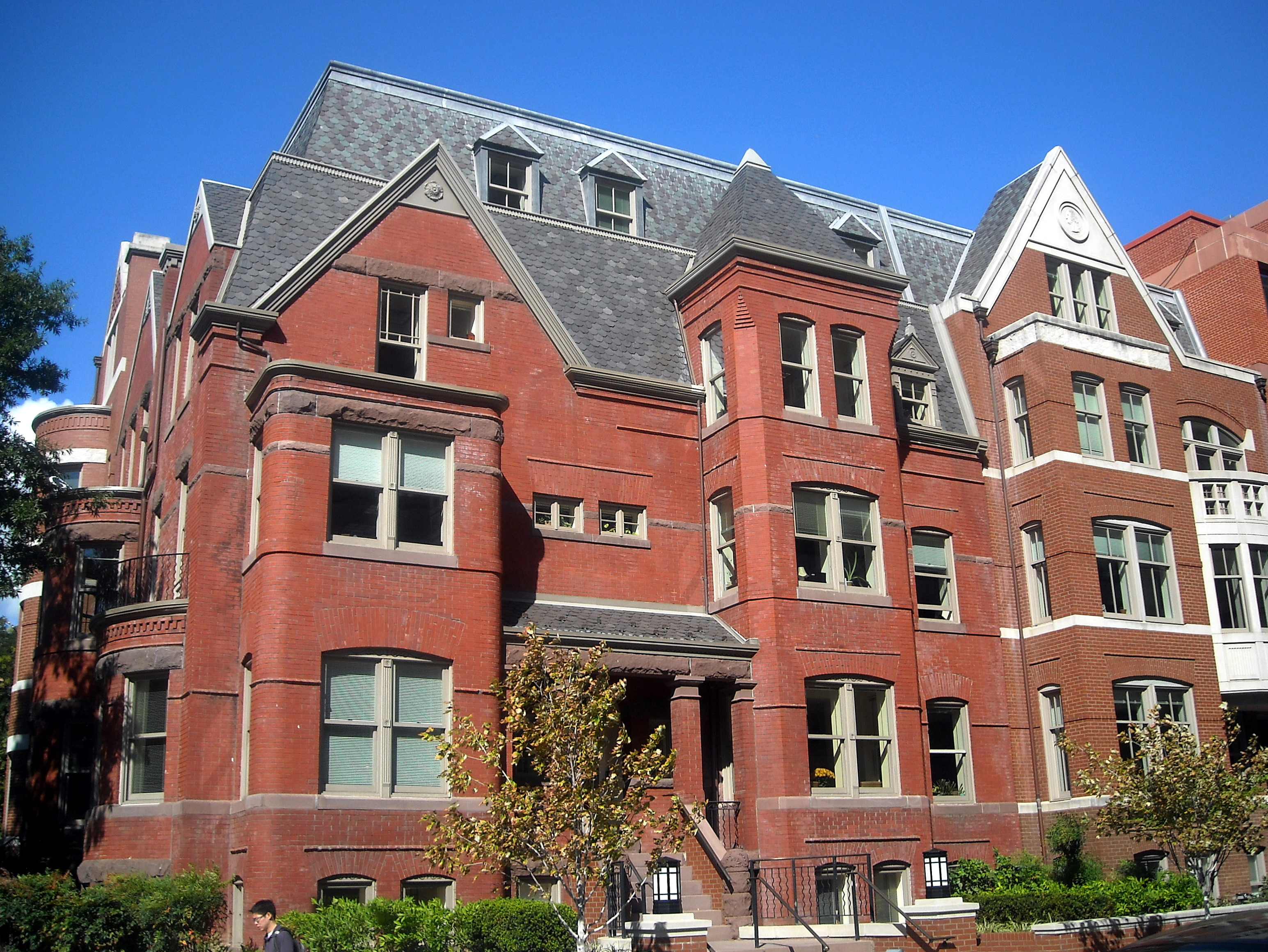
O histórico escritório do Presidente da GWU possui diversos objetos históricos, incluindo documentos de ex-presidentes dos EUA e outras personalidades históricas.

O campus principal da Universidade George Washington, ocupa uma área de 17 hectares no distrito histórico de Foggy Bottom, em Washington, DC. Algumas das instalações da universidade são locadas às instituições que as circundam, como o Banco Mundial e o Fundo Monetário Internacional (FMI). Outras instituições que se encontram dentro do campus da universidade incluem o Departamento de Estado, o Complexo do Watergate e diversas embaixadas, incluindo as da Arábia Saudita, México, Espanha, Uruguai e Bósnia e Herzegovina. Possuindo uma presença significante no distrito histórico de Foggy Bottom, em sua área central está localizada a biblioteca principal, Biblioteca Gelman, em um prédio de sete andares, contendo mais de dois milhões de volumes. Construída na década de 70, ela funciona 24 horas por dia e 7 dias por semana, tendo acesso exclusivo aos estudantes e professores. No segundo andar do prédio, funciona o National Security Archive (Arquivo de Segurança Nacional), uma instituição de pesquisa com o fim de tornar público informações que deixaram de ser classificadas como confidenciais do Governo Americano, especialmente relacionadas à Política Externa Americana.

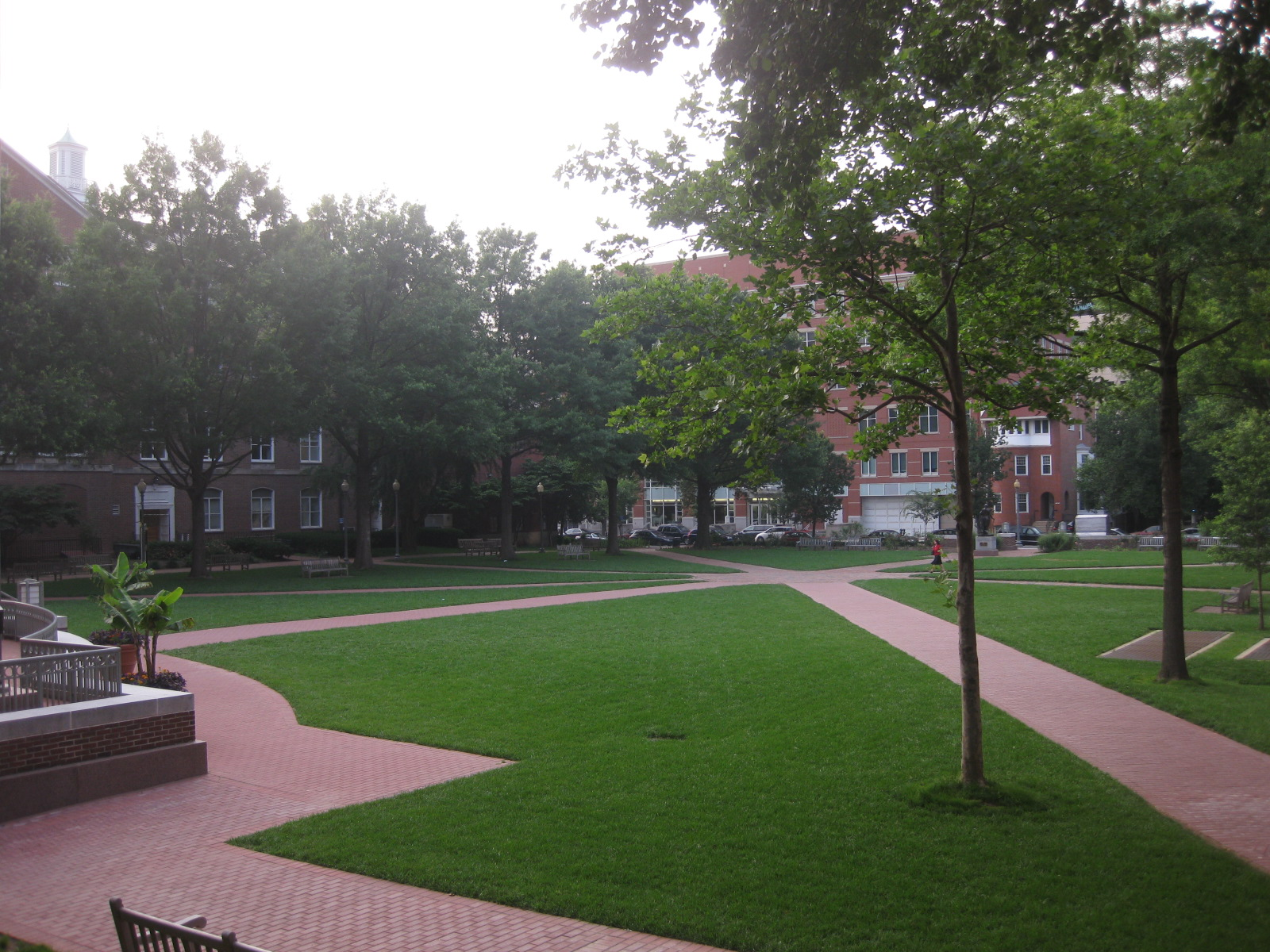
Praça da Universidade com o Corcoran Hall à esquerda e a faculdade de Mídia e Relações Públicas à direita.

No campus de Foggy Bottom, estão localizados a maior parte dos dormitórios estudantis da The George Washington University, incluindo Thurston Hall, Potomac House, Mitchell Hall, Schenley Hall, Munson Hall, Jacqueline Bouvier Kennedy Onassis  Hall, New Hall, Ivory Tower, e The West End, dentre outros. Segundo o ranking da Princeton Review, os dormitórios da universidade então dentre os 10 mais luxuosos do mundo.
No final de 2007, a construção de um grande projeto de expansão, localizado na região batizada de "Square 54", foi iniciada no terreno anteriormente ocupado pelo antigo Hospital da universidade. Este é o segundo maior terreno baldio localizado no Distrito de Columbia.

### Mount Vernon
Em 1999, a universidade adquiriu um campus de 9 hectares em Georgetown, na região de Washington, DC e o renomeou "The George Washington University at Mount Vernon College" em homenagem ao local onde o primeiro presidente americano viveu e morreu.
Apelidado "The Vern," os estudantes deste campus são vizinhos da Embaixada da Alemanha e são servidos pelo sistema de transporte batizado "Vern Express".

### Ashburn e outros centros
A Universidade George Washington também opera um campus relacionado aos estudos de pós-graduação em Ashburn, Virginia, próximo ao Aeroporto Internacional Washington-Dulles. Além disso possui diversos outros centros de educação em Arlington, Alexandria, Newport News no estado da Virginia.

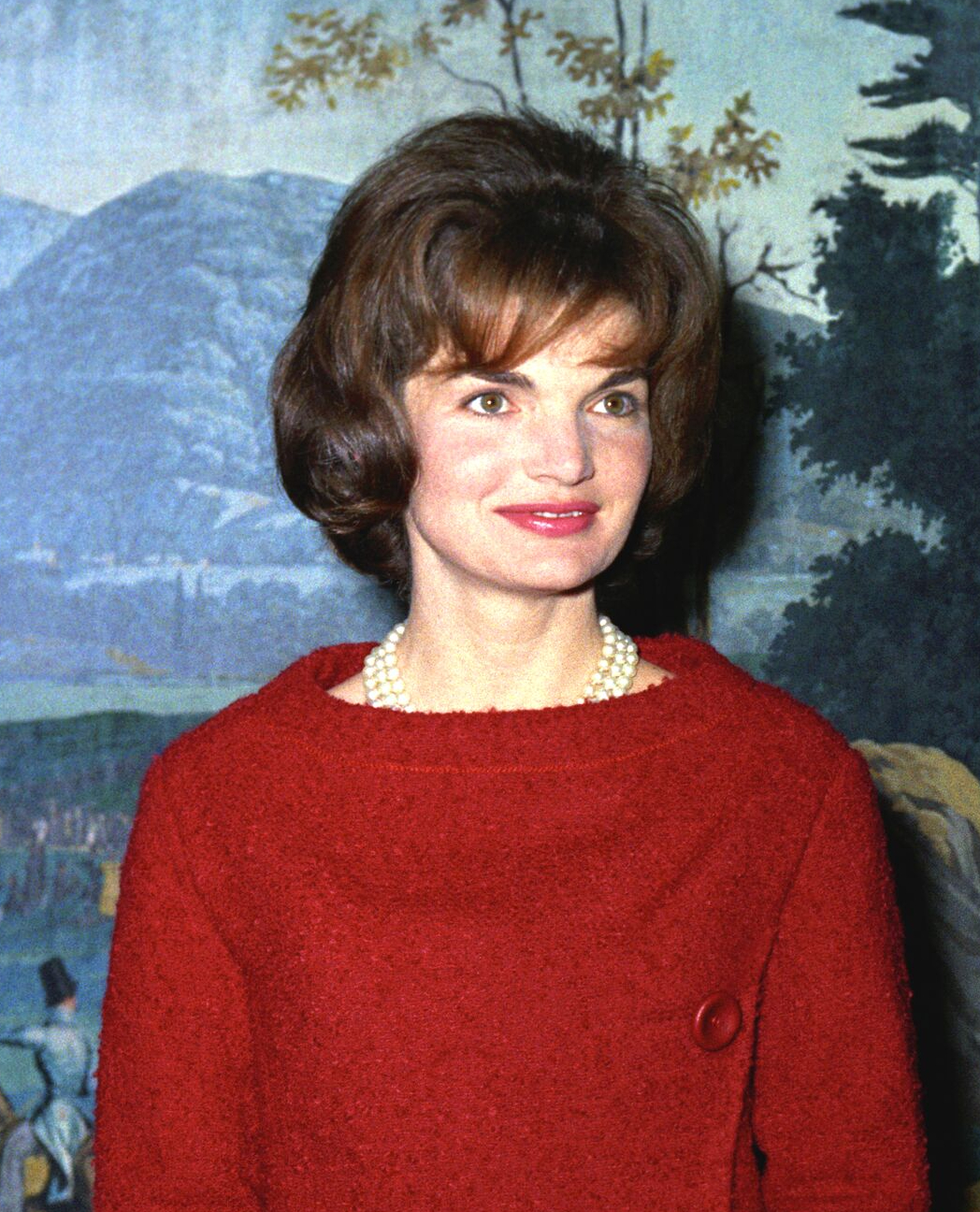
Jacqueline Kennedy, ex-aluna da GWU

## Escolas / Faculdades
A Universidade George Washington é composta de nove escolas:
Columbian College of Arts and Sciences (Faculdade de Artes e Ciências), que é a escola mais antiga e foi uma das primeiras instituições americanas a oferecer cursos de Doutorado. A Graduate School of Political Management (Escola de Pós-Graduação em Política), the School of Media and Public Affairs (Escola de Mídia e Relações Públicas), e a Trachtenberg School of Public Policy and Public Administration (Escola de Administração e Políticas Públicas) fazem partes desta faculdade.

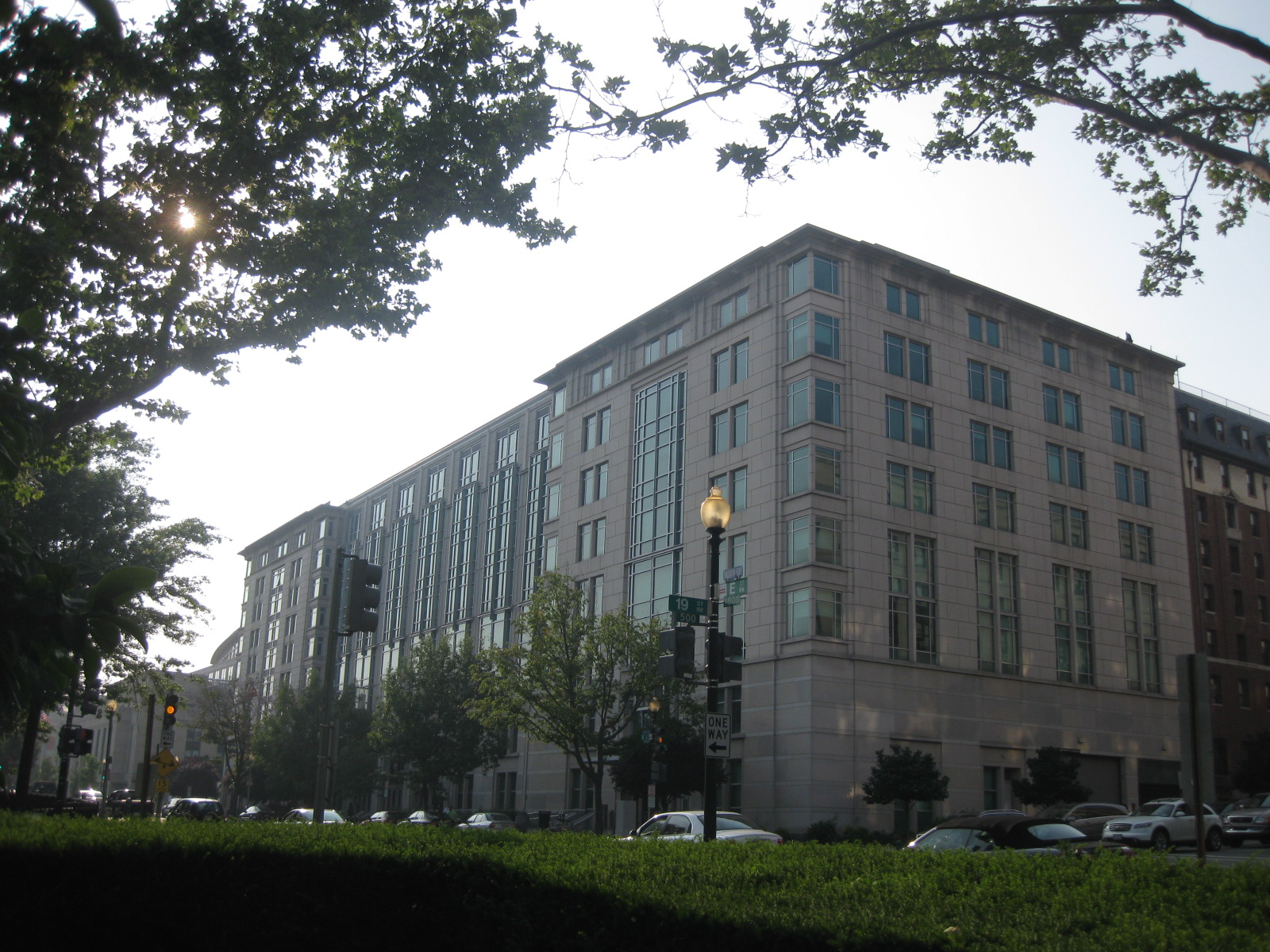
O novo prédio da faculdade de Relações Internacionais, inaugurado em 2003 pelo ex Secretário de Estado e ex-aluno da GWU, Colin Powell.

A George Washington School of Business (Faculdade de Negócios),ocupa uma posição de destaque, segundo o US News and World Report, possui curso de graduação e pós-graduação nas áreas de Administração de Empresas, Economia e Sistemas de Informação. Dentre notáveis líderes de negócios que estudaram na escola estão os fundadores da ESPN e da Copa Airlines, os CEOs da Samsung, Fedex, MTV e do Goldman Sachs, além da empresária e astronauta Anousheh Ansari.
A George Washington School of Medicine and Health Sciences (Faculdade de Medicina e Ciências da Saúde), foi fundada em 1821 através da necessidade de possuir um centro de saúde de alto nível na capital americana. O Hospital Universitário é um dos mais respeitados do país e é famoso por atender presidentes e políticos dos Estados Unidos, devido à sua localização estratégica.
A George Washington University Law School (Faculdade de Direito) foi estabelecida em 1826 e é a mais antiga escola de Direito da região. Localizada próxima à Suprema Corte Americana, diversos juízes e ministros são professores desta escola e ela é freqüentemente citada entre as mais prestigiosas dos Estados Unidos.
A George Washington University School of Engineering and Applied Science (Faculdade de Engenharia e Ciências Aplicadas), fundada em 1884, foi uma das primeiras instituições a aceitarem mulheres nos curso de engenharia e a escola que mais forma mulheres Doutoras em Engenharia nos Estados Unidos. Dentre as invenções desenvolvidas na escola, incluem a bazuka em 1942 e a bomba de hidrogênio.
A George Washington University Graduate School of Education and Human Development (Faculdade de Educação e Desenvolvimento Humano)  é reconhecida com uma das melhores instituições do mundo neste campo e é a quinta instituição que mais investe em Pesquisa & Desenvolvimento desta área.
A Elliott School of International Affairs (Faculdade de Relações Internacionais) está entre as melhores do mundo, tendo em sua lista de renomados professores e alunos diversos líderes de estado, diplomatas, embaixadores, generais e políticos.

## Acadêmico

### Custo

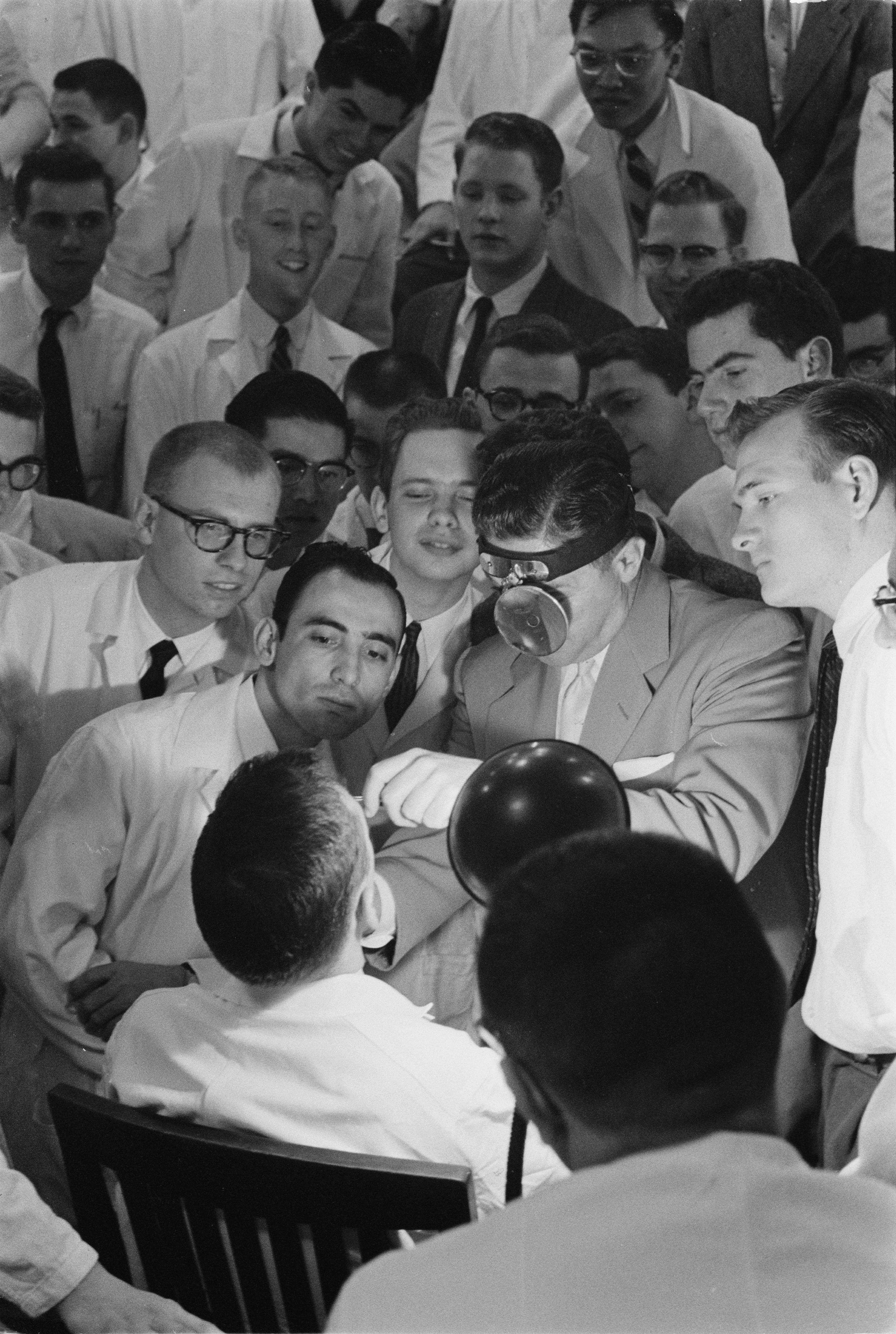
Estudantes de Medicina da classe de 1958

A Universidade possui os cursos de graduação mais caros dos Estados Unidos, com um custo estimado para o aluno em US$ 50 mil por ano. Entretanto, a universidade é a que mais distribui bolsas de estudos baseados em necessidades financeiras nos EUA.

### Pesquisa
Dentre as renomadas instituições de pesquisa com a qual universidade tem parcerias, incluem-se a Biblioteca do Congresso, o National Institutes of Health (Instituto Nacional de Saúde), o Carnegie Institute (Instituto Carnegie), e as instalações do Acelerador de Partículas Thomas Jefferson National do Governo Americano, Gartner e a National Geographic Society. Diversos think tanks nas proximidades, também permitem que os estudantes participem em suas pesquisas como visitantes, estagiários ou assistentes.

### Vida Estudantil
Devido à sua localização, os estudantes da Universidade George Washington aproveitam o ambiente cosmopolita e as atrações da capital estadunidense, incluindo os seus renomados museus, atrações, embaixadas e eventos culturais.
A universidade sedia mais de quatrocentas organizações filantrópicas, de ativismo político ou de grupos étnicos formadas por seus alunos.
A George Washington é a universidade está posicionada em primeiro lugar nos EUA como a instituição que mais possui estudantes que são voluntários do Peace Corps e do Teach for America.
Em dezembro de 2008, Bill Gates, afirmou que caso os jovens americanos façam os tipos de escolha conscientes que os alunos da George Washington fazem, os Estados Unidos terão um grande futuro.
A universidade possui uma forte influência nos esportes dos Estados Unidos, possuindo diversos times na primeira divisão americana, como os time masculinos de baseball, basquete, cross country, golf, ginástica e também os times femininos de lacrosse, remo, futebol, softball, squash, natação, mergulho, tênis, vôlei e pólo aquático.